# Нанопоулос, Димитри
Димитрис Нанопулос (греч. Δημήτρης Νανόπουλος; 13 сентября 1948, Афины) — греческий физик. Один из наиболее цитируемых исследователей в мире, его работы в различных областях науки цитируются более 40 тысяч раз.

## Биография
Родился и вырос в Афинах. Изучал физику в Афинском университете, откуда выпустился в 1971 году, продолжив обучение в Университет Сассекса в Великобритании. Там в 1973 году получил степень Ph.D в области физики высоких энергий. Был научным сотрудником в ЦЕРН в Женеве, в течение многих лет работал в Высшей нормальной школе (фр. École Normale Supérieure) в Париже и в Гарвардском университете в Кембридже, США. В 1989 году становится профессором физики в Техасском университете A&M. Также является сотрудником Houston Advanced Research Center в Хьюстоне. В 1997 году Нанопоулос становится членом Афинской академии, а в 2005 — президентом Национального совета Греции по исследованиям и технологиям и представителем Греции в ЦЕРН и ЕКА. С 1988 года является членом Американского физического общества, с 1992 года — член Итальянского физического общества.

## Научная деятельность
Известен исследованиями в области физики частиц и космологии, а также работами по единой теории струн, физике астрочастиц, квантовой теории и основанным на ней нейрофизиологическим моделям. Является автором более 645 работ, в том числе 14 книг.
Димитри Нанопоулос является одним из разработчиков так называемой перевёрнутой модели SU(5) (англ. flipped SU(5) model), представленной Стивеном Барром в работе 1982 года. В 1984 и 1987 года выходят публикации, посвящённые модели, где Нанопоулос является соавтором.

## Награды
В 1996 году становится командором греческого ордена Почёта.
17 октября 2006 года награждён Международной премией Онассиса. 28 сентября 2009 года получил премию Энрико Ферми от Итальянского физического общества за работы в области теории струн.